# 22736 Kamitaki
22736 Kamitaki è un asteroide della fascia principale. Scoperto nel 1998, presenta un'orbita caratterizzata da un semiasse maggiore pari a 2,3309949 UA e da un'eccentricità di 0,0780796, inclinata di 5,62142° rispetto all'eclittica.